# Kathryn Morrisová
Kathryn Morrisová, nepřechýleně Morris, (* 28. ledna 1969 Cincinnati, Ohio) je americká herečka. Hrála v množství filmů a televizních seriálů a mezi její nejznámější role patří ztvárnění hlavní postavy seriálu Odložené případy (Cold Case) detektiva Lilly Rushové.
Narodila se ve velké rodině s celkem šesti sourozenci, která cestovala po Spojených státech jako gospelová skupina Morris Code. Studovala na filadelfské Temple University a první roli získala v televizním filmu Long Road Home v roce 1991. Hrála mimo jiné ve filmech Výplata (Paycheck), Lovci myšlenek (Mindhunters), Reportér v ringu (Resurrecting the Champ) a v televizních seriálech JAG či Xena.

## Filmografie
- 2007 Resurrecting the Champ...... Joyce
- 2004 Lovci myšlenek (Sara Moore)
- 2003 Odložené případy (TV seriál – Lilly Rush)
- 2003 Výplata...... Rita Dunne
- 2002 Minority Report (Lara Clarke Anderton)
- 2001 Nenechám tě odejít (TV film – Anne Marie Fahey)
- 2001 A.I.
- 2001 Role of a Lifetime..... Chelsea
- 2001 And Never Let Her Go...... Anne Marie Fahey
- 2000 The Contender
- 2000 Murder, She Wrote: A Story to Die For....... Patricia Williams
- 2000 Hell Swarm
- 1999 Deterrence....... Lizzie Woods
- 1999 Screenplay
- 1999 Inherit the Wind........Rachel Brown
- 1998 Inferno....... Ryan Tibbet
- 1998 The Prophecy II
- 1997 Pensacola: Zlatá křídla (TV seriál)
- 1997 As Good as It Gets........Psychiatric Patient
- 1996 The Prince.........Emily
- 1995 Sleepstalker........Megan
- 1995 Family Values ........Borgyork Grumm
- 1995 W.E.I.R.D. World ........Lucy, Monochian's Assistant
- 1994 A Friend to Die For .........Monica
- 1994 Sweet Justice (TV seriál – Remy)
- 1994 Oldest Living Confederate Widow Tells All ........Zundro (Sandra)
- 1994 Rise and Walk: The Dennis Byrd Story.........Angela
- 1992 Double Cross............Andy
- 1991 The long road home (TV film – Billy Jo Robertson)
- 1991 Cool as Ice (TV film – Jen)